# Mariana Esnoz
Mariana Esnoz (Florida, Buenos Aires,  Argentina, 25 de febrero de 1984) es una actriz argentina.

## Carrera
Es conocida por el papel de Quela Musso en la serie juvenil Champs 12, por la que cantó también.
En 2010 estuvo en el reparto de dos telenovelas: Caín y Abel y Ciega a citas.
Participó también en obras teatrales, París en América con Paula Castagnetti y La última cena, como actriz y traductora.

### Cine
- 2016 La última fiesta; dir: Leandro Mark, Nicolás Silbert
- 2006 Bienvenidos al horror; dir: Mariano Cattaneo

### Televisión
- 2018: Incorrectas, América TV.
- 2015: El mal menor, Micaela, TV Pública.
- 2012: Los Únicos. Veronique, El Trece.
- 2010: Caín y Abel, Telefe.
- 2010: Todos contra Juan, Rosstoc Prod.
- 2010: Ciega a citas: Valeria, Rosstoc Prod.
- 2009: Champs 12: Quela, Dorimedia.

### Teatro
- 2022 Helga y Klaus
- 2022 El Potrero
- 2022 Todo sobre mi masa madre
- 2019-2020 Después de la quietud
- 2018 Juventud
- 2014-2015 Catering, la obra
- 2011 París en América, protagonista.
- 2009 La última cena, de Dan Rosen. Protagonista, producción y traducción. Obra ganadora Premio Estrella de Mar 2009 a Mejor obra de Teatro Off.

## Wikipedia
En el año 2012, participó de un par de vídeos institucionales sobre qué es Wikipedia y Wikimedia.